# Arndt von Wopersnow
Arndt von Wopersnow, auch Wobersnow  (* 24. Mai 1573; † 31. Mai 1621 in Hildesheim) war braunschweigischer Landesbeamter.

## Leben

### Herkunft und Familie
Arndt entstammte aus dem Haus Standemin des pommerschen Adelsgeschlechts von Wopersnow. Seine Eltern waren Carsten von Wopersnow und Margarete von Ribbesbüttel.
Er vermählte sich 1603 in Wolfenbüttel mit Lucia von Bortfeld († 1638). Aus der Ehe sind 10 Kinder hervorgegangen, darunter der 1633 tragisch zu Tode gekommene Rittmeister Hilmar Statz von Wopersnow.

### Werdegang
Wopersnow war bereits 1604 Erbherr auf Wendhausen, 1613 kam Nettlingen hinzu, auch Hastenbeck, Steyerberg und Wellersen zählten zu seinem Gutsbesitz. Im Jahre 1607 war er Oberstleutnant, avancierte bis 1618 wenigstens titular zum Oberst und würde späterhin auch als General tituliert. Ebenfalls 1607 wurde er Drost im Amt Moringen und 1615 Landdrost im Fürstentum Calenberg. Schließlich wurde er 1617 wolfenbüttlischer Münzmeister bzw. Münzkommissar. Im Folgejahr wurde er als Geheimer Kammerrat und Kriegskommissar genannt.
Er spielte unter Herzog Friedrich Ulrich als Münzmeister eine sehr unrühmliche Rolle im sogenannten Regiment der ungetreuen Drosten um Anton von der Streithorst. Die Räte/Drosten betrieben Bereicherung, Betrug und Münzverfälschung.